# Rosalide D'Hannetaire
Jeanne-Etiennette du Tarte, känd under sitt artistnamn Rosalide D'Hannetaire, född 1740, död 1788, var en franskspråkig skådespelare. 
Hon tillhörde de mer betydande scenkonstnärerna vid  Österrikiska Nederländernas huvudscen La Monnaie i Bryssel under 1760- och 70-talen. Hon var fosterdotter till teaterdirektören D'Hannetaire (egentligt namn Jean-Nicolas Servandoni): de var egentligen inte släkt genom blodsband, men hon var fosterbarn i familjen och kallades hans niece. Hon blev tillsammans med sina kusiner Eugénie D'Hannetaire och Angélique D'Hannetaire kallad för de tre gracerna.